# Chaetophiloscia gatunensis
Chaetophiloscia gatunensis là một loài chân đều trong họ Philosciidae. Loài này được Van Name miêu tả khoa học năm 1926.